# Ellie Goulding
Ellie Goulding (født Elena Jane Goulding 30. december 1986) er en britisk singer-songwriter, som debuterede i 2010 med albummet Lights, der bl.a. resulterede i hitsinglerne "Starry Eyed" og "Guns and Horses".
Det meste af albummet er blevet til i samarbejde med produceren Starsmith, som Ellie Goulding mødte via sin Myspace-side.
Ellie Goulding var i 2009 på turné i Det Forenede Kongerige med Little Boots og har arbejdet sammen med Frankmusik, hvis single "Confusion Girl" også har været spillet på P3, og lagt vokal på Starsmiths remix af Passion Pit-nummeret "Sleepyhead".
I marts 2010 var Ellie Goulding på turné i England med Passion Pit.
I oktober 2012 udgav hun sit andet album Halcyon med sangen "Anything Could Happen" som førstesingle.
I april 2013 udgav Calvin Harris albummet 18 months hvor Ellie Goulding samarbejdede i nummeret "I need your love" som allerede toppede hitlisterne i juli 2013.[kilde mangler]